# Ewangelia Maniego
Ewangelia Maniego (Żywa Ewangelia Maniego, Ewangelia Żywa, Ewangelia Życia, Wielka Ewangelia) – apokryf nowotestamentowy. Zachował się tylko we fragmentach.
Fragmenty apokryfu zostały znalezione w Turfan w 1904 roku; inne fragmenty zachowały się także w Codex Manichaicus Coloniensis.
Utwór został napisany przez Maniego lub jego ucznia ok. 240–274 r. Księga stanowiła jeden z czterech, pięciu bądź siedmiu kanonicznych tekstów manicheizmu i została podzielona na 21 części odpowiadających 21 literom alfabetu syryjskiego. Ze względu na fakt, że manichejczycy używali kanonicznych Ewangelii oraz pism apokryficznych (Ewangelia Piotra, Ewangelia Filipa, Ewangelia Tomasza, Ewangelia Dzieciństwa Tomasza, Ewangelia Dwunastu, Ewangelia Siedemdziesięciu, Genna Marias, być może także Wspomnienia Apostołów), Ewangelia Maniego stanowi harmonię tych tekstów. Początek fragmentu z Turfan opisuje proces Jezusa i nawiązuje szczególnie do Ewangelii Jana, podczas gdy kolejne teksty są inspirowane m.in. Ewangelią Piotra i Ewangelią Tomasza.
Według Focjusza tekst opisywał zafałszowaną relację życia i czynów Jezusa, podczas gdy Piotr Sycylijczyk twierdził, że apokryf nie zawierał takich treści. Biruni określił utwór „Ewangelią szczególnego rodzaju”, kontrastującą z Ewangeliami kanonicznymi. Pod nazwą Ewangelia Żywa apokryf wspomina Tymoteusz prezbiter, sugerując, że był to utwór używany przez manichejczyków.
Zdaniem Konrada Kesslera Ewangelia jest tożsama z Ewangelią Siedemdziesięciu, jednak Wilhelm Schneemelcher odrzucił taki pogląd.